# Роґґе Володимир Петрович
Володимир Петрович Роґґе (рос. Рогге Владимир Петрович, 6 липня 1843 — 26 грудня 1906) — державний діяч, таємний радник, віцегубернатор Ставропольської губернії, губернатор Бакинської губернії за часів Російської імперії.

## Життєпис
Народився 6 липня 1843 року. Родина походить від дворянського роду Роґґе. Його батько, Петро Петрович, був колезьким секретарем у штабі п'яти округів Київського і Подільського поселення (1843). Освіту отримав у Чернігівській губернській гімназії.
1 грудня 1865 року перебував на службі в канцелярії Київського, Подільського й Волинського генерал-губернатора. 1867 року призначений судовим слідчим (посада в дореволюційній судовій системі Російської імперії) при Київській палаті кримінального суду. Через рік Воломидир Петрович перейшов на службу до складу камери Волинського губернського прокурора, 1869 року призначений молодшим чиновником з особливих доручень при Волинському губернаторі (Дондуков-Корсаков Олександр Михайлович).  
1873 року призначений губернським секретарем Волинського губернського статистичного комітету й почесним піклувальником Житомирського сирітського будинку. Цього ж року приписаний до Міністерства внутрішніх справ колезьким секретарем у розпорядження Волинського губернатора, а згодом переведений на посаду радника Волинського губернського правління. У грудні 1873 року брав активну участь у першому перепису населення в Житомирі. У лютому 1874 року Володимир Петрович Роґґе за службу отримав ділянку «Покровське» площею 243,22 десятин у Кременецькому повіті Волинської губернії. У серпні 1874 року Володимир Роґґе був депутатом від Волинського губернського статистичного комітету на III-му археологічному з′їзді в Києві на запрошення розпорядчого комітету з′їзду; обраний кореспондентом Імператорського московського археологічного товариства. 
1878 року знову зарахований до Міністерства внутрішніх справ і відряджений до розпорядження Імператорського Російського комісара у Болгарії, де призначений начальником відділення Громадянського управління комісара. Після закінчення окупації в Болгарії завершував справи з цивільного управління, працював консультантом при Міністерстві внутрішніх справ Болгарського князівства й деякий час ним керував.
1881 року відряджений у розпорядження до Одеського тимчасового генерал-губернатора, а 1882 року перебував у розпорядженні Військового головного командування на Кавказі.
1882 року Володимир Петрович виконував функцію віцегубернатора Ставропольської губернії, а 1883 року отримав посаду віцедиректора Канцелярії головного командування. Цього ж року Володимир Фоґґе став членом комісії при Міністерстві внутрішніх справ, засновану з метою реформування Кавказьким і Козацьким військом.
1888 року став губернатором Бакинської губернії. 1896 року призначений таємним радником.
У червні 1899 року Володимир Петрович через хворобу звільнився зі служби. Останні роки провів із родиною в родовому маєтку дружини та у квартирі в Санкт-Петербурзі.
Помер Володимир Петрович Фоґґе 26 грудня 1906 року в Санкт-Петербурзі за адресою: провулок Літейний 28, кв. 3. Похований на Нікольському цвинтарі Олександро-Невської лаври.

## Твори
- Звіт про діяльність Волинського губернського статистичного комітету за 1874 рік. Офіційна урядова газета Волинської губернії «Волинські губернські відомості», Житомир, № 24, 1875 / «Отчет о деятельности Волынского Губернского Статистического Комитета в 1874 г.». Волынские губернские ведомости, Житомир, № 24, 1875
- Матеріали для археології Волині. III археологічний з′їзд, Київ, Т. 1., 1875 / «Материалы для археологии Волыни.» 3-ий Археологический съезд, Киев, Т. 1, С. 161-169, 1875